# UMAP

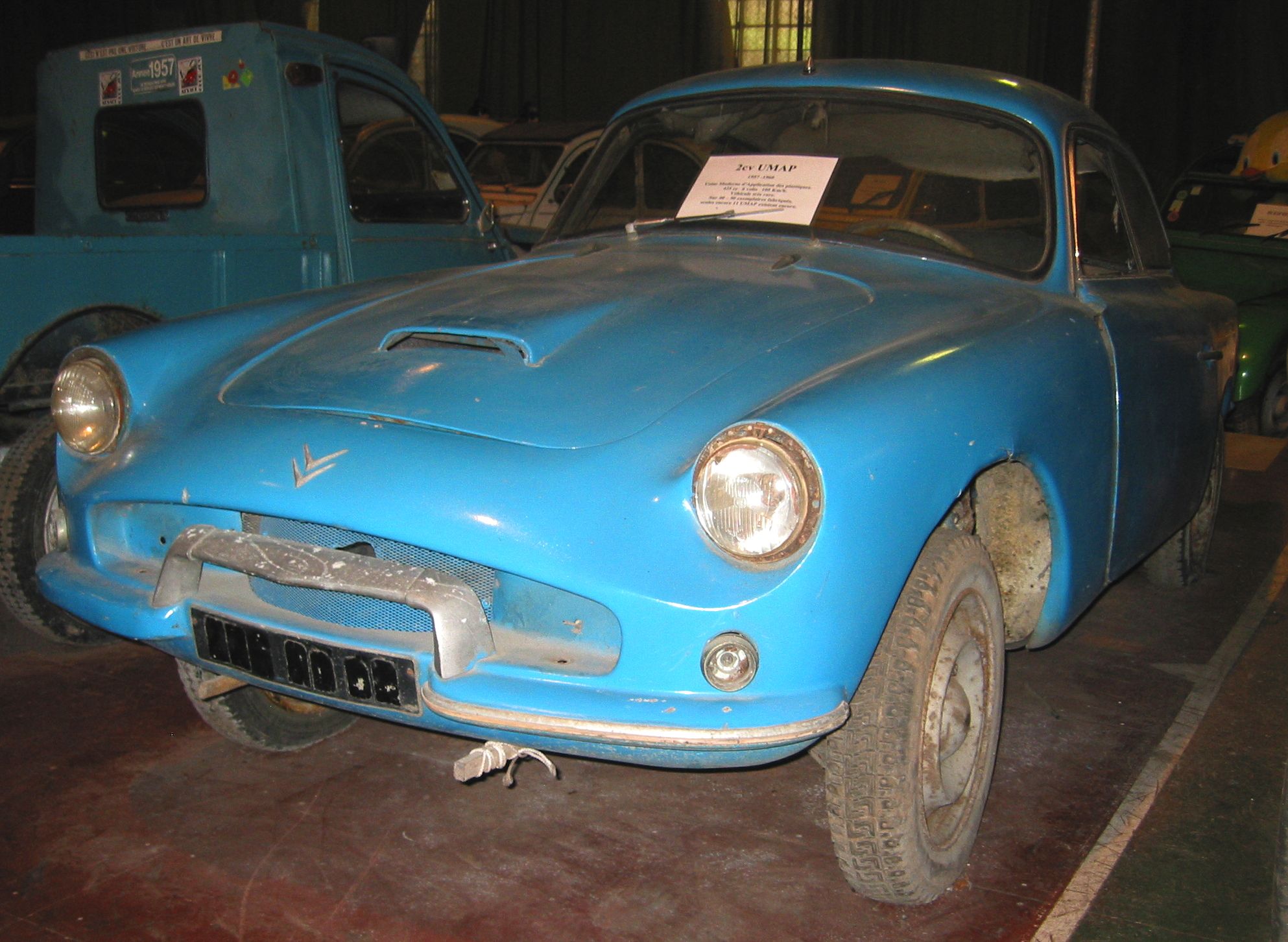
UMAP

Usine Moderne d’Applications Plastiques, kurz UMAP, war ein französischer Hersteller von Automobilen.

## Unternehmensgeschichte
Das Unternehmen UMAP wurde 1956 in der nordfranzösischen Gemeinde Bernon (Département Aube) von Camille Martin, dem damaligen Bürgermeister der Gemeinde, gegründet. Die Abkürzung UMAP steht für Usine Moderne d'Applications Plastiques (deutsch: Moderne Fabrik für Plastikanwendungen). UMAP produzierte ab 1957 den 425 SM und den 500 SM, zwei äußerlich identische Coupés auf der Basis des Citroën 2CV. 1958 wurde die Produktion bereits wieder eingestellt. Ein Nachfolgemodell gab es nicht; allerdings griff die britische Niederlassung Citroëns die Idee des UMAP einige Jahre später wieder auf, als sie exklusiv für den dortigen Markt den 2 CV Bijou entwickelte, der ebenfalls eine zweitürige Kunststoffkarosserie trug.

## Der UMAP 425 SM und 500 SM
Das erste und einzige Fahrzeug von UMAP war ein zweitüriges Stufenheckcoupé mit sportlich gestalteter Karosserie. Wer die Karosserie entworfen hatte, ist nicht geklärt. Einige schreiben den Entwurf Camille Martin selbst zu, andere halten den Karosseriehersteller Jean Dagonet aus Faverolles-et-Coëmy für den Urheber. Daneben wird auch Jean Gessalin als möglicher Designer genannt, der Mitinhaber des französischen Automobilherstellers Chappe et Gessalin (CG), der unstreitig an der technischen Realisierung des Aufbaus beteiligt war. Bei der Gestaltung der Karosserie wurden im Detail zahlreiche Komponenten aus dem Lagerbestand Citroëns verwendet – Teile des Armaturenbretts etwa wurden vom Citroën HY übernommen –, daneben kamen aber auch Einzelteile von Renault und Alpine zur Verwendung.
In technischer Hinsicht übernahm der UMAP weitgehend die Konstruktion der Citroën 2 CV. Das gilt sowohl für die Bodengruppe als auch für das Fahrwerk. Als Triebwerk diente anfänglich der Zweizylindermotor der 2CV mit 425 cm³ Hubraum, der 12 PS leistete. Eine auf 435 cm³ vergrößerte Version war nur geringfügig kraftvoller. Die leistungsstärkste Version, der UMAP 500 SM; wurde von einer 499 cm³ großen Version des Zweizylindermotors angetrieben, die angesichts einiger leistungssteigernder Eingriffe bis zu 50 PS abgab.
Der 425 SM wurde im Oktober 1957 auf der Pariser Autoausstellung präsentiert. Der Verkaufspreis des SM Coupés entsprach etwa dem zweier Citroën 2 CV oder dem eines Citroën ID. Die Produktion dauerte nur etwa ein Jahr an; bereits Ende 1958 stellte UMAP den Betrieb wieder ein. Bis dahin wurden nur wenige Fahrzeuge hergestellt. Die Quellenlage zum Produktionsumfang ist sehr uneinheitlich. Teilweise ist von 42 Exemplaren die Rede, teilweise von etwa 100 Fahrzeugen. Grund für die geringe Verbreitung war einerseits der hohe Preis des UMAP, andererseits die mangelnde Bereitschaft Citroëns, das Unternehmen mit Teilen zu versorgen.
Zwei UMAP 500 SM nahmen 1958 an der Rallye Lüttich-Brescia-Lüttich teil.